# Robert Wodrow
Robert Wodrow (1679 – 21 mars 1734) est un historien écossais.

## Biographie
Robert Wodrow est né à Glasgow, où son père, James Wodrow, était professeur de théologie.  Robert étudie à l'université, et il est bibliothécaire de 1697 à 1701. De 1703 jusqu'à sa mort, il est prêtre de la paroisse d'Eastwood, près de Glasgow. Il a seize enfants. Son fils Patrick est le « auld Wodrow » du poème de Burns « Twa Herds ».

## Œuvres
L’œuvre majeure de Wodrow, The History of the Sufferings of the Church of Scotland from the Restoration to the Revolution, a été publiée en deux volumes en 1721–1722 (nouvelle éd. avec une vie de Wodrow par Robert Burns, DD, 1807–1808). Elle décrit et dénonce les persécutions dont furent victimes les  Covenantaires après la restauration de la monarchie en 1660, en particulier ce qu'il appelle « The Killing Time » (« Le temps des meurtres »). Il fut l'un des premiers historiens à utiliser des rapports publics, des papiers originaux et des manuscrits de l'époque. Il a inclus de nombreux témoignages de cette période dans son histoire de l'Église d'Écosse.
Wodrow a également écrit une Vie (1828) de son père. Il laisse derrière lui deux œuvres manuscrites :Memoirs of Reformers and Ministers of the Church of Scotland, et Analecta : or Materials for a History of Remarkable Providences, mostly relating to Scotch Ministers and Christians.
Wodrow a laissé une correspondance volumineuse, dont trois volumes, édités par Thomas McCrie, ont été publiés en 1842–1843. La Wodrow Society, fondée à Édimbourg pour perpétuer sa mémoire, a existé de 1841 à 1847, publiant un certain nombre de ses œuvres.